# توشيوكي نيشيدا
توشيوكي نيشيدا (باليابانية: 西田 敏行) (1947–2024) هو ممثل ياباني. حائز على جائزة أكاديمية اليابان لأفضل ممثل مرتان في عام 1988 وعام 1993. وفاز بجائزة أفضل ممثل في جوائز بلو ريبون عام 2003.
حاز على وسام الشمس المشرقة في عام 2018. عثر عليه متوفي في منزله في سيتاغايا (طوكيو) يوم 17 تشرين الأول/اكتوبر 2024.

## اعماله

### أفلام
- الساعة السحرية (2008)
- إمبراطور (2012)

### مسلسلات
- واغايا نو ريكيشي (2010)